# John Ford
John Ford, nascut com a John Martin Feeney (Cape Elizabeth, Maine, 1 de febrer de 1894 - Culver City, Califòrnia, 31 d'agost de 1973), director i productor cinematogràfic estatunidenc, un dels creadors més importants i influents de la història del cinema. Seminal renovador del llenguatge cinematogràfic, la seva aportació va ser fonamental tant com per a assentar les basses del western clàssic, amb obres mestres com Stagecoach (La diligència) (1939) o Centaures del desert (1956), així com per les seves adaptacions de novel·les clàssiques americanes del segle xx, com El raïm de la ira (1940). El seu estil ha estat enormement influent en directors de la categoria d'Ingmar Bergman, Orson Welles, Akira Kurosawa, Martin Scorsese, Clint Eastwood, Wim Wenders o Quentin Tarantino, solament per esmentar-ne uns pocs. Amb els seus quatre premis Oscar de l'Acadèmia de Hollywood per al millor director de llargmetratges (1935,1940,1941 i 1952) i els dos com a director de documentals (1942 i 1943), ostenta el rècord al director més premiat de tota la història del cinema.

## De Feeney a Ford
John Martin Feeney nasqué a Cap Elizabeth, Maine, fill de John Augustine Feeney i Barbara (Abadia) Curran, ambdós oriünds de Spiddal, al Comtat de Galway, Irlanda. Sembla que l'àvia de John A. Feeney, Barbara Morris, era membre dels Morris de Spiddal, una família de l'aristocràcia local arruïnada, que en aquell moment tenia a Lord Killanin com a cap.
John Augustine i Barbara Feeney es casaren a Portland el 1875, esdevenint ciutadans americans tres anys més tard. Tingueren onze nens entre 1876 i 1896: Mamie (Mary Agnes), Delia (Edith), Patrick, Francis, Bridget, Barbara, Edward, Josephine, Hannah (Johanna), John Martin i Daniel, alguns dels quals moriren en néixer. Moltes de les pel·lícules que rodaria posteriorment John Ford contenen referències directes o indirectes a la seva herència irlandesa i gal·lesa. La seva família sempre el cridava pel nom Sean.
Començà a treballar com a actor als escenaris el 1914, amb el nom artístic "Ford". El 3 de juliol de 1920 es casà amb Mary McBryde Smith, amb qui va tenir dos fills.

## Director

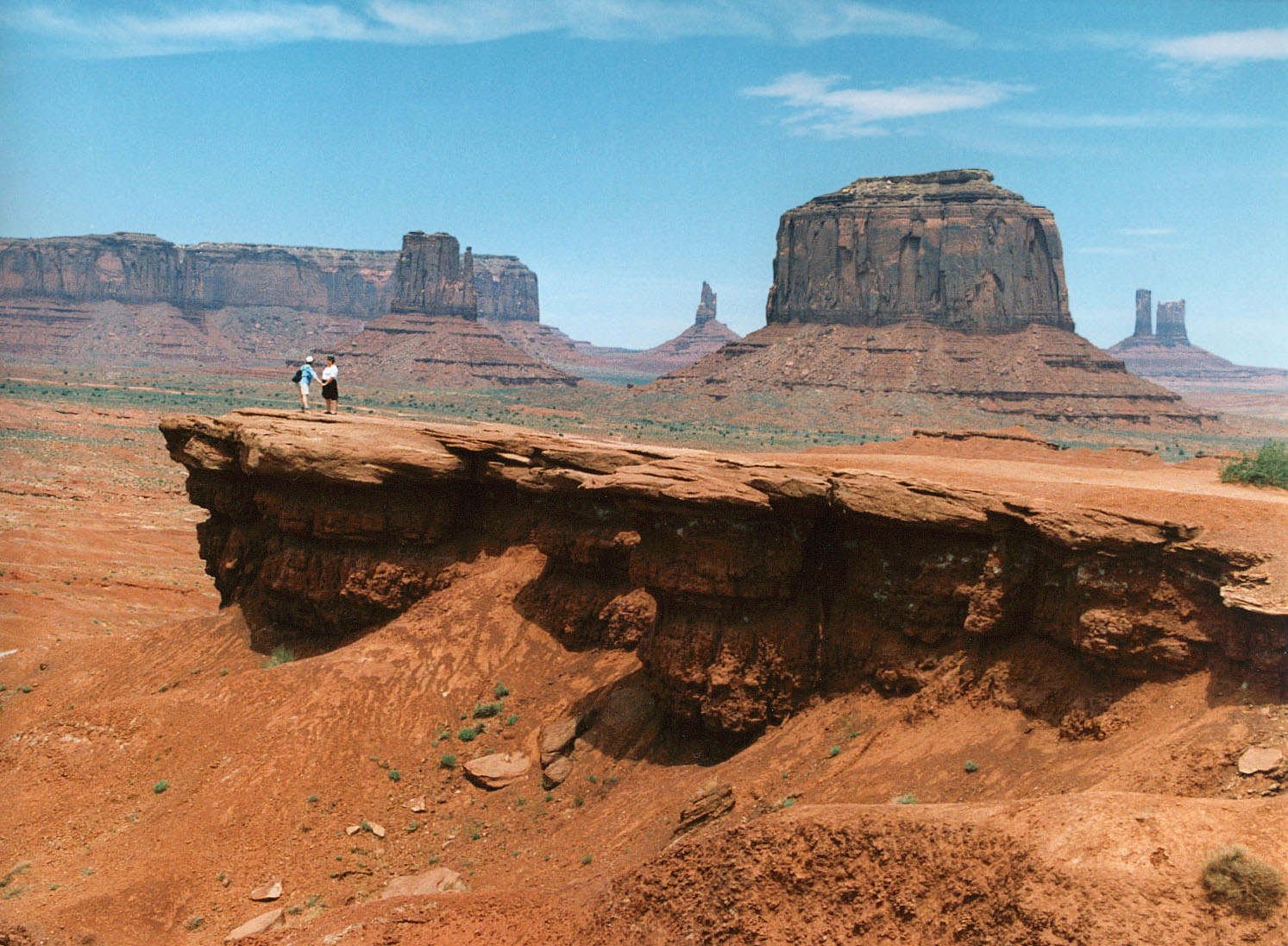
El Monument Valley, l'escenari favorit de John Ford.

El 1917, John Ford començà a dirigir els seus primers westerns a Hollywood, després d'aprendre l'ofici treballant com a ajudant de la directora Lois Weber.
Al llarg dels anys vint va anar consolidant la seva fama i estil inconfusibles, basat en una acurada economia d'elements de retòrica cinematogràfica com, per exemple, en serien: un magistral sentit de la composició de l'enquadrament; un exemplar domini del dramatisme o comicitat de cada escena, tant de les intimistes com a les d'acció; una ferma voluntat de prioritzar la poètica de la imatge abans que la de les paraules, a la recerca d'un llenguatge fílmic el més pur possible; la utilització d'elements lírics i èpics, depenent del to de la seqüència o argument del film, amb gran naturalitat, tractant que aquests mai interfereixin, ans al contrari, ajudin que la narració de les seves històries sigui alhora clara i rica. Totes aquestes característiques, que trobem al llarg de tota la seva filmografia, han fet que l'obra de John Ford encara sigui apreciada per tota mena de públic com per part dels historiadors més exigents, coincidint ambdós a descriure-la d'accessible, entretinguda, emocionant i profunda.
Les primeres fites importants les assolí amb el western èpic The Iron Horse (1924), així com aprofundint en la psicologia dels personatges, per primera vegada al gènere, a Three Bad Men (1926). Poc després, John Ford demostrà que podia fer altres tipus de films amb la mateixa mestria amb què havia dirigit westerns, rodant la prestigiosa Four Sons (1928), on es pot observar la seva particular manera d'assimilar la influència que Friedrich Wilhelm Murnau va exercir a Hollywood, d'ençà de la seva arribada a la Fox, amb el seu clàssic Sunrise (1927), els decorats de la qual foren reciclats per John Ford per a rodar-hi algunes de les més colpidores escenes del seu film. Va ser pioner en la utilització de Monument Valley com a escenari cinematogràfic.
Fou per aquests anys quan va ser elegit president de l'Associació de Directors de Cinema, precursora del que després esdevindria l'actual Gremi de Directors de Cinema Nord-americans.

## Els actors
L'arribada del cinema sonor no representà un canvi important al seu estil, eminentment visual i pictòric, començant amb Stagecoach la seva col·laboració de més de 35 anys amb l'actor John Wayne, qui apareixeria a més de vint de les seves pel·lícules. Entre aquestes hi trobem, a part de la ja esmentada, clàssics de la categoria de Fort Apache (1948), La legió invencible (1950), The Quiet Man (1952), Centaures del desert (1956) o L'home que va matar Liberty Valance (1962).
Va treballar amb alguns dels millors actors i actrius de l'època daurada de Hollywood, com per exemple James Stewart, Spencer Tracy o Maureen O'Hara, entre d'altres, tot i que n'hauríem de remarcar la col·laboració amb Henry Fonda, amb qui va rodar set films i que seria, sens dubte, després de John Wayne, el seu actor fetitxe per excel·lència.
De tota manera, el que de debò que conformaria l'univers fordià, juntament amb el Monument Valley- la seva localització natural favorita, formada pel conjunt de muntanyes i planes desèrtiques més espectacular dels Estats Units- seria la prolix galeria de secundaris que apareixia a moltes de les seves pel·lícules, com Ward Bond, Victor McLaglen, Mae Marsh, Jane Darwell o Jack Penick.

## Documentalista a l'exèrcit
Durant la Segona Guerra Mundial, John Ford, s'allistà a l'USNR a l'Armada dels Estats Units, on arribà a assolir la categoria de contraalmirall, fent-se càrrec de la secció de rodatge d'aclamats documentals de guerra, dos dels quals guanyaren l'Oscar de l'Acadèmia el 1942 i el 1943.
John Ford va estar també present a Omaha Beach el D-Day, com a cap de la unitat fotogràfica per a l'Oficina de Serveis Estratègics. Les imatges que hi va rodar, enmig de la pluja de foc de l'enemic, van ser enviades, tan aviat es pogué, a revelar i muntar a Londres. El govern nord-americà, en veure la cruesa del material, no en va permetre l'exhibició, per por a mostrar tantes víctimes americanes a la pantalla. Tot i les investigacions de l'historiador Stephen E. Ambrose, aquest documental, de valor incalculable, es dona avui per perdut.

## Principals premis
- Oscar al millor director de llargmetratges:
  - El delator (The Informer, 1935)
  - El raïm de la ira (The Grapes of Wrath, 1940)
  - Que verda era la meva vall (How Green Was My Valley, 1941)
  - The Quiet Man (1952)

Nominat a l'Oscar al millor director de llargmetratges el 1939 per Stagecoach
- Oscar al millor de director de documentals: 
  - The Battle of Midway (1942)
  - December 7th (1943)

El 1973 va ser el primer receptor del Premi a la Consecució de tota una Vida de l'Institut del Cinema Americà.
El seu nom apareix invariablement a totes les llistes dels 10 millors de tots els temps, que regularment es fan a diverses revistes i estudis. El seu nom és el que hi ha aparegut més vegades ocupant el primer lloc.

## Filmografia
| Decenni             | 1910 | 1920 | 1930 | 1940 | 1950 | 1960 | 1970 | 1980 | 1990 | 2000 | Total |
| ------------------- | ---- | ---- | ---- | ---- | ---- | ---- | ---- | ---- | ---- | ---- | ----- |
| Núm. de pel·lícules | 30   | 22   | 23   | 11   | 16   | 8    |      |      |      |      | 110   |
| Puntuació > 7       |      |      | 3    | 8    | 12   | 7    |      |      |      |      | 30    |

### Pel·lícules mudes
Encara signades com a Jack Ford:
Tots els films són produïts als Universal Studios excepte aquells on està especificat.
- The Tornado (1917)
- The Scrapper (1917)
- The Soul Herder (1917)
- Cheyenne's Pal (1917)
- Straight Shooting (1917)
- The Secret Man (1917)
- A Marked Man (1917)
- Bucking Broadway (1917)
- The Phantom Riders (1918)
- Wild Women (1918)
- Thieves' Gold (1918)
- The Scarlet Drop (1918)
- Hell Bent (1918)
- A Woman's Fool (1918)
- Three Mounted Men (1918)
- Roped (1919)
- The Fighting Brothers (1919)
- A fight for love (1919)
- By Indian Post (1919)
- The Rustlers (1919)
- Bare Fists (1919)
- Gun Law (1919)
- The Gun Packer (1919)
- Riders of Vengeance (1919)
- The Last Outlaw (1919)
- The Outcasts of Poker Flat (1919)
- The Ace of the Saddle (1919)
- The Rider of the Law (1919)
- A Gun Fightin' Gentleman(1919)
- Marked Men (1919)
- The Prince of Avenue(1920)
- The Girl in Number 29 (1920)
- Hitchin' Posts (1920)
- Just Pals (1920), Fox-20th Century
- The Big Punch (1920), Fox-20th Century
- The Freeze Out (1921)
- The wallop (1921)
- Desperate Trails (1921)
- Action (1921)
- Sure Fire (1921)

A partir de llavors, es passa a la Fox-20th Century, on comença a signar els seus films com a John Ford.
- Jackie (1921) (Encara com a Jack Ford)

Com a John Ford:
- Hoodman Blind (1923)
- El cavall de ferro The Iron Horse (1924)
- Kentucky Pride (1925)
- Thank You (1925)
- 3 Bad Men (1926)
- Upstream (1927)
- Mother Machree (1928)
- Quatre fills Four Sons (1928)

### Pel·lícules sonores
- Riley the Cop (1928)
- Strong Boy (1929)
- The Black Watch (1929)
- Salute (1929)
- Men Without Women (1930)
- The Brat (1931)
- Arrowsmith (1931)
- Correu aeri (Airmail) (1932)
- Flesh (1932)
- Pilgrimage (1933)
- Doctor Bull (1933)
- La patrulla perduda (The Lost Patrol) (1934)
- The World Moves On (1934)
- El jutge Priest (Judge Priest) (1934)
- The Whole Town's Talking (1935)
- El delator (The Informer) (1935)
- Steamboat Round the Bend (1935)
- The Prisoner of Shark Island (1936)
- Maria Estuard (Mary of Scotland) (1936)
- The Plough and the Stars (1936)
- Wee Willie Winkie (1937)
- Huracà sobre l'illa (The Hurrican) (1937)
- Four Men and a Prayer (1938)
- Submarine Patrol (1938)
- Stagecoach (1939)
- Young Mr. Lincoln (1939)
- Drums Along the Mohawk (1939)
- El raïm de la ira (The Grapes of Wrath) (1940)
- El retorn a casa (The Long Voyage Home) (1940)
- Tobacco Road (1941)
- Que verda era la meva vall (How Green Was My Valley) (1941)
- They Were Expendable (1945)
- My Darling Clementine  (1946)
- El fugitiu (The Fugitive) (1947)
- Fort Apache (1948)
- Three Godfathers (1948)
- Pinky (1949, no surt als crèdits)
- La legió invencible (She Wore a Yellow Ribbon) (1949)
- Wagonmaster (1950)
- Rio Grande (1950)
- When Willie Comes Marching Home (1950)
- The Quiet Man (1952)
- What Price Glory? (1952)
- The Sun Shines Bright (1953)
- Mogambo (1953)
- Bressol d'herois (The Long Gray Line) (1955)
- Escala a Hawaii (Mister Roberts) (1955, substituït per Mervyn LeRoy)
- The Bamboo Cross (1955), per a la TV
- Centaures del desert (The Searchers) (1956)
- Escrit sota el sol (The Wings of Eagles) (1957)
- Quan surti la lluna (The Rising of the Moon) (1957)
- L'últim hurra (The Last Hurrah) (1958)
- Gideon of Scotland Yard (1958)
- Missió d'audaços (The Horse Soldier) (1959)
- El sergent negre (Sergeant Rutledge) (1960)
- The Alamo (1960) (Part de treball de segona unitat)
- Dos cavalquen junts (Two Rode Together) (1961)
- L'home que va matar Liberty Valance (The Man Who Shot Liberty Valance) (1962)
- La conquesta de l'oest (How the West Was Won) (1962) (episodi de la guerra civil)
- La taverna de l'irlandès (Donovan's Reef) (1963)
- El gran combat (Cheyenne Autumn) (1964)
- El somiador rebel (Young Cassidy) (1965)
- Set dones (7 Women) (1966)

### Documentals i curts rars
- Napoleon's Barber (1928, primer film sonor de John Ford)
- Sex Hygiene (1942)
- We Sail at Midnight (1942)
- December 7th (1943)
- This is Korea! (1951)
- Korea (1959)
- Vietnam! Vietnam! (1971)
- Chesty: A Tribute to a Legend (1976)

## Biografies
- John Ford de Peter Bogdanovich, revised edition, University of California Press, 1978 (en anglès)
- John Ford d'Andrew Sinclair, 1979. (anglès)
- The Unquiet Man: The Life of John Ford de Dan Ford, 1982. (anglès)
- Print the Legend de Scott Eyman, 1999. (anglès)
- Searching for John Ford: A Life de Joseph McBride, 2001. (anglès)